# موسیقی‌شناسی فرگشتی
موسیقی‌شناسی فرگشتی یا موسیقی‌شناسی تکاملی (به انگلیسی: Evolutionary musicology)، زیرشاخه‌ای از زیست‌موسیقی‌شناسی است که مکانیسم‌های شناختی قدردانی از موسیقی و خلق موسیقی را در نظریه فرگشتی پایه‌گذاری می‌کند. این شامل ارتباطات صوتی در جانوران دیگر، نظریه‌های تکامل موسیقی انسانی و کلیات تبادل فرهنگی در توانایی و پردازش موسیقی می‌شود.
گله‌داران در اسکاندیناوی از آهنگ‌هایی که با عنوان kulning شناخته می‌شود، برای فراخوانی دام استفاده می‌کنند. گله‌داران مغولی از آهنگ‌های مخصوص گونه‌ها برای تشویق پیوند بین جانوران و فرزندان تازه متولد شده‌شان استفاده می‌کنند.